# Europees Octrooibureau

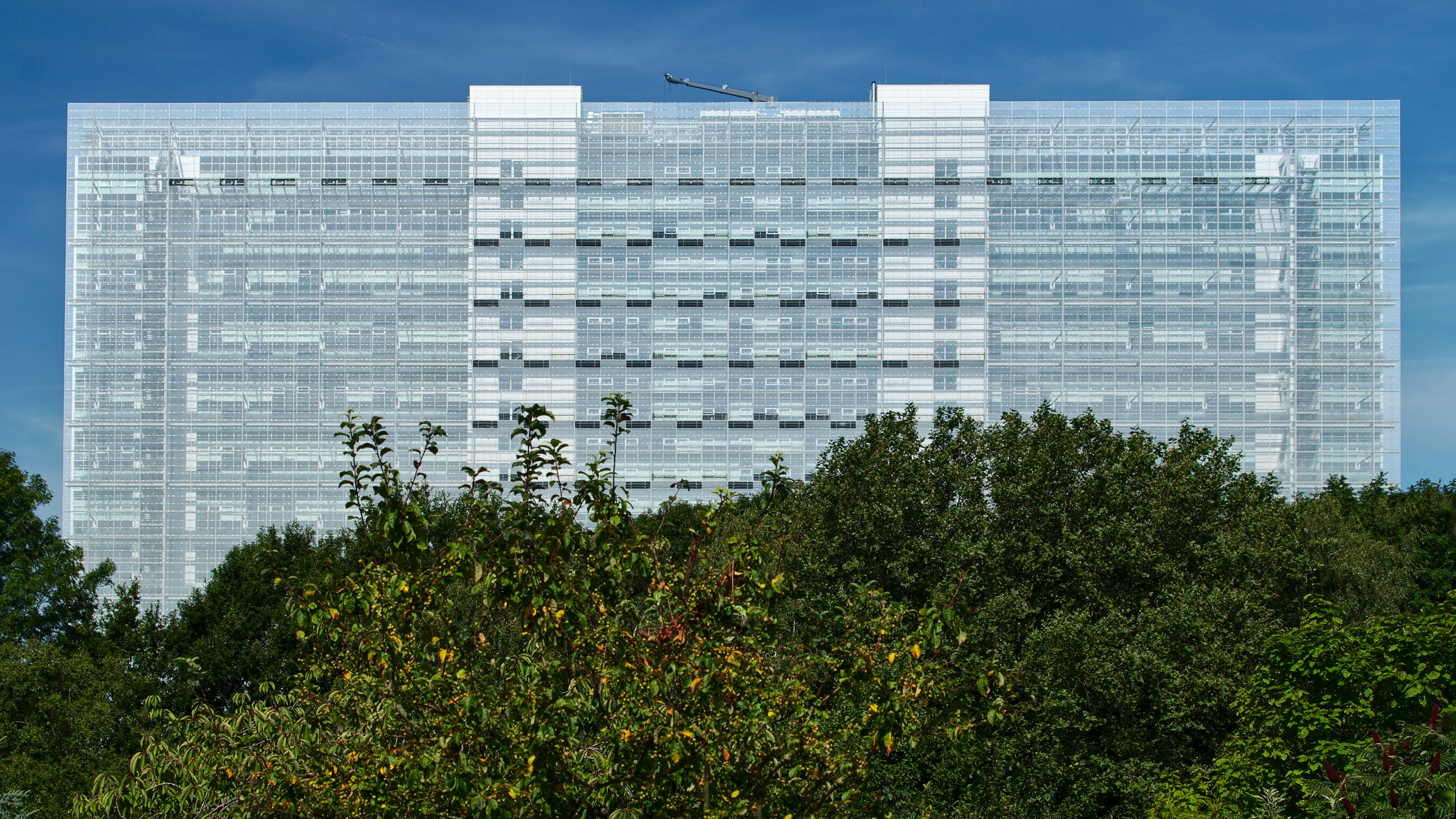
Vestiging in Rijswijk (Zuid-Holland)

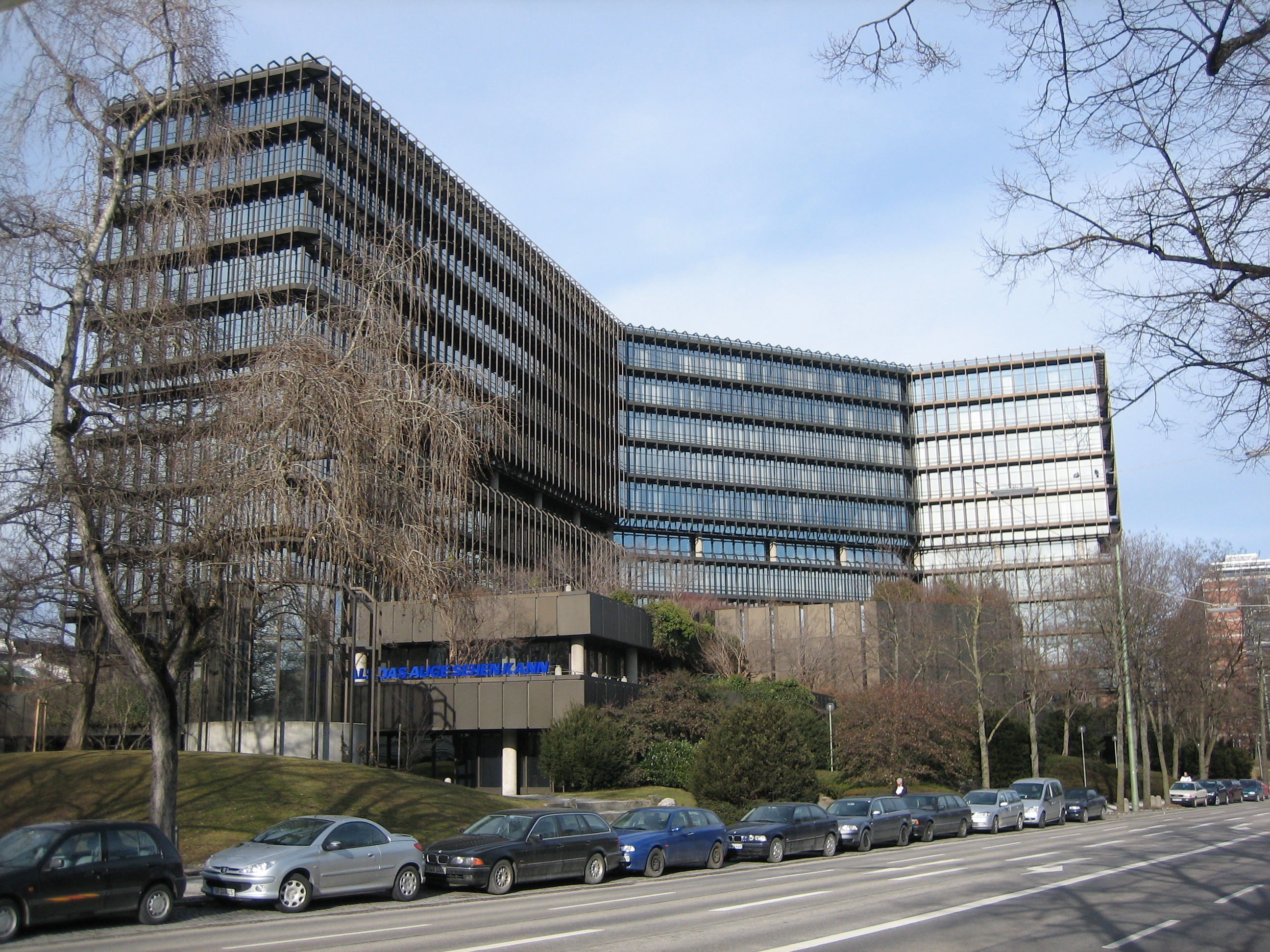
Vestiging in München

Het Europees Octrooibureau (EOB, in het Engels EPO: European Patent Office) is een orgaan van de Europese Octrooi Organisatie dat belast is met de uitvoering van het Europees Octrooiverdrag.

## Oprichting en structuur
In 1973 werd het Europees Octrooiverdrag gesloten. Dit verdrag had als doel om de aanvragen van Europese octrooien door het Europees Octrooibureau te regelen en de octrooiverlening binnen Europa te centraliseren. Het Europees Octrooibureau is opgericht in 1977 om door middel van één octrooiaanvraag in een groot aantal landen in Europa octrooien te verlenen. Sindsdien kunnen uitvinders kiezen of ze een octrooi aanvragen bij een nationale octrooiverstrekker of een Europees octrooi bij het Europees Octrooibureau.
Een Europees octrooi wordt in de lidstaten beschouwd als een nationaal octrooi. Verdragsstaten mogen echter vragen om een vertaling van het octrooi of een deel daarvan in de officiële taal van een verdragsstaat. Als deze vertaling niet binnen drie maanden na de octrooiverlening wordt ingediend, wordt het octrooi geacht nooit te hebben bestaan in de betreffende verdragsstaat. Het EOB is geen instelling van de Europese Unie; ook (negen) landen die geen lid zijn van de Europese Unie, zoals Zwitserland en Turkije, zijn lidstaat. De werktalen van het EOB zijn Engels, Duits en Frans.

## Bestuur
Het Europees Octrooibureau wordt bestuurd door een raad van bestuur die bestaat uit vertegenwoordigers uit alle lidstaten. De president wordt gewoonlijk voor vijf jaar gekozen door de raad van bestuur. De eerste president was de Nederlander Bob van Benthem, voormalig voorzitter van de Nederlandse Octrooiraad. Sinds 1 juli 2018 is António Campinos de president van het EOB. Hij is Benoît Battistelli opgevolgd.

## Vestigingen

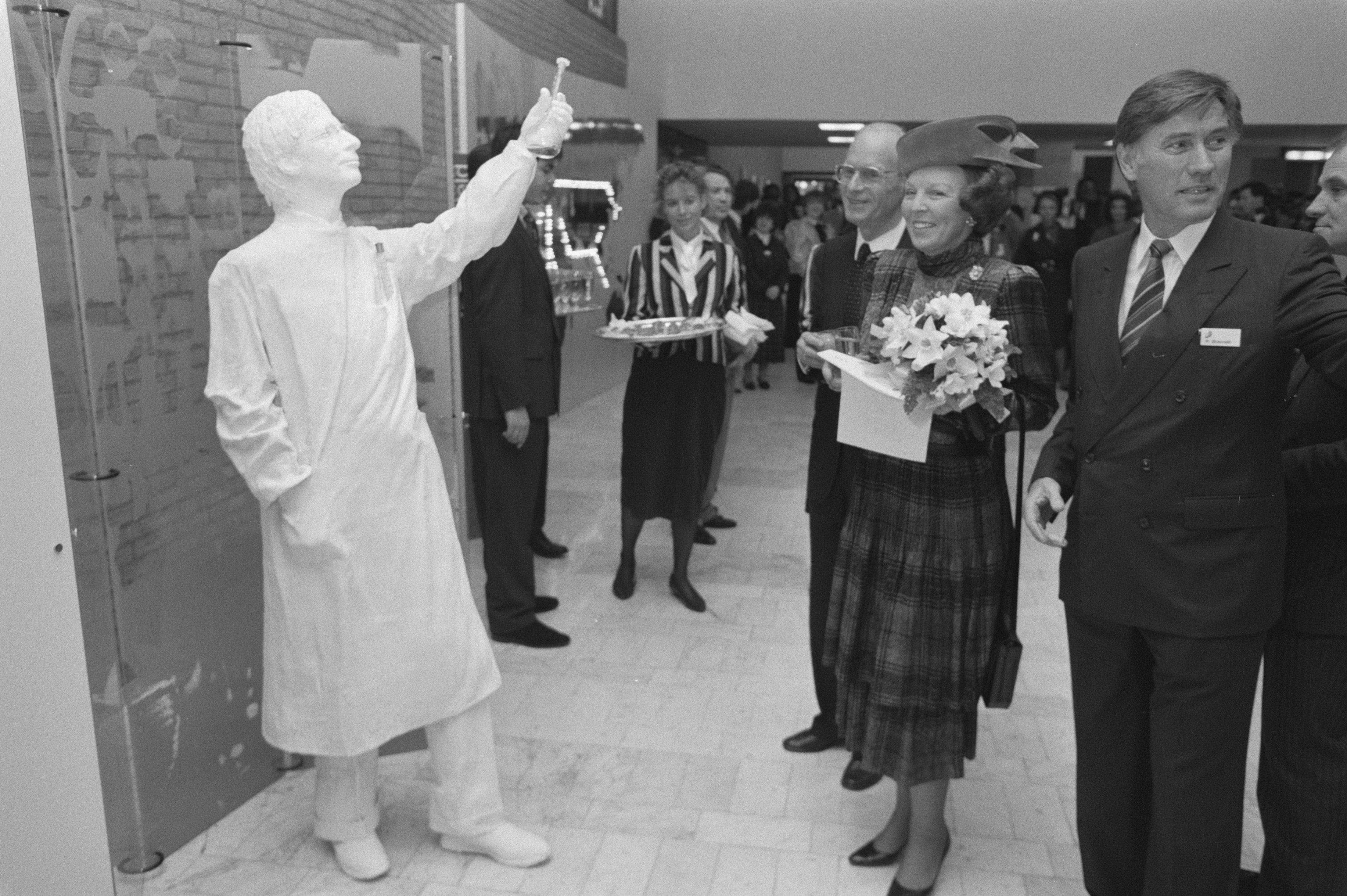
Opening van een van de Rijswijkse vestigingen door koningin Beatrix (1988)

Hoewel in het Europees Octrooiverdrag is vastgelegd dat het Europees Octrooibureau naast het hoofdkantoor in München een vestiging in Den Haag heeft (art. 6(2) EOV), bevindt zich in Den Haag geen EOB kantoor. De Nederlandse nevenvestiging is gevestigd aan de Patentlaan in Rijswijk (Zuid-Holland). De vestigingen in München en Rijswijk zijn ongeveer even groot, daarnaast is er nog een kleinere vestiging in Berlijn. Verder zijn er kleine vestigingen in Wenen en Brussel. Het EOB heeft ongeveer 6.000 medewerkers.

## Kritiek
Op het EOB is kritiek is dat ze de normen over wat octrooieerbaar is tegen de wil van de politiek in oprekt. Met name de verleende octrooien op planten hebben veel stof doen opwaaien.
Van binnenuit de organisatie is er kritiek op de werkdruk en onduidelijkheid m.b.t. de aansturing.
Geschillen over de verlening van octrooien worden behandeld door de Kamers van Beroep van de Europese Octrooiorganisatie, die - ondanks wijzigingen in 2016 - niet geheel onafhankelijk zijn. Tegen de beslissingen van deze Kamers is echter geen beroep mogelijk. Wel kan later alsnog de geldigheid van een verleend octrooi worden bestreden bij de nationale rechter. De Europese Octrooiorganisatie houdt zich ook bezig met wetgeving. Omdat het wijzigen van het Europees Octrooiverdrag een tijdrovende zaak is (omdat die instemming van de lidstaten verlangt) worden de regels niet zelden aangepast via het uitvoeringsreglement, ook als het om regels gaat die veel verder gaan dan uitvoering. De machtenscheiding ("trias politica") bij het EOB laat dus te wensen over.

## Leden
De volgende landen zijn momenteel lid van het Europees Octrooibureau:
- Albanië
- België
- Bulgarije
- Cyprus
- Denemarken
- Duitsland
- Estland
- Finland
- Frankrijk
- Griekenland

- Hongarije
- Ierland
- IJsland
- Italië
- Kroatië
- Letland
- Liechtenstein
- Litouwen
- Luxemburg

- Malta
- Monaco
- Nederland
- Noord-Macedonië
- Noorwegen
- Oostenrijk
- Polen
- Portugal
- Roemenië
- San Marino

- Servië
- Slowakije
- Slovenië
- Spanje
- Tsjechië
- Turkije
- Verenigd Koninkrijk
- Zweden
- Zwitserland

Landen waar Europese octrooien ook erkend worden:
- Bosnië en Herzegovina
- Montenegro